# Хришћани
Хришћанин је човјек који вјерује у Исуса Христа као Сина Божијег и слиједи његово учење.

## Етимологија (поријекло ријечи)
Ријеч хришћанин је изведена из грчке ријечи
Χριστιανός ( — Христианос), од Χριστός (Christós — Христос) што значи „помазаник“.
У Септуагинта верзији (хебрејска Библија на грчком језику) хебрејске Библије, израз христос је употребљен за превод хебрејски מָשִׁיחַ (Māšîaḥ‎) (Месија), што значи „[онај што је] помазаник“.
Прва знана употреба Χριστιανός (Christianós — Христианос) може се наћи у Новом завјету, у Дјелима апостолским 11:26-31: „... и најприје у Антиохији ученици бише названи хришћани“. Хришћани су ученици или сљедбеници Исуса Христа.
У Новом завјету пише да је цар Агрипа рекао апостолу Павлу: »... још мало па ћеш ме наговорити да постанем хришћанин« (Дјела апостолска 26:28).
Даље у 1 Петар 4:15-16, апостол Павле каже: „Само да нико од вас не пострада као убица или лопов или злочинац, или као онај који се мијеша у туђе послове. Но ако ли као хришћанин, нека се не стиди, већ нека слави Бога због тог удјела“.
Најранија записана употреба назива хришћанин изван Библије је запис Тацита да је Нерон окривио „хришћане“ за велики пожар у Риму 64. године.
Хришћанин исто значи члан или присталица цркве — организоване групе људи унутар хришћанства.

## Ко су хришћани?
По америчком рјечнику (The American Heritage Dictionary) хришћанин је „човјек који проповиједа вјеру у Исуса Христа; који слиједи учењу Исуса Христа; који живи према учењу Исуса Христа“.
 Веома различита мишљења се срећу широм свијета међу онима који себе сматрају за хришћане.
Истраживање у САД, спроведено 2007. године, је указало на постојање сљедећих типичних категорија:
1. Активни хришћани: Они који иду на црквену скупштину (цркву), читају редовно Библију, проповиједају своју вјеру да спасење долази кроз Исуса Христа.
2. Пророкујући хришћани: који су примили Исуса за свога спасиоца, који је Господ, и сматрају, да је то кључ на основу чега је неко хришћанин, који су се усмјерили на лични однос до Бога и Исуса, више него на цркву, читање Библије или ширење вјере.
3. Литургијски хришћани: Високи ниво духовне активности, која се углавном изражава преко присуствовања и признавања црквене власти (људи који су на водећим положајима у црквеној хијерархији-структури), те преко служења у цркви или у локалној заједници.
4. Приватни хришћани: Вјерују у Бога и у добра дјела (чинити добра дјела) али не унутар садржаја цркве. У америчкој анкети ово је била најбројнија и најмлађа група.
5. Културолошки хришћани: Не сматрају да је Исус неопходан за спасење. Њихова вјеровања су најмање у складу са учењем Библије. Они се радије окрећу ка универзалној теологији, која види више путева ка Богу. Они могу бити и атеисти или агностици који су одрасли у „хришћанској“ религији и још увијек радо присуствују церемонијама — ритуалима и везама локалне заједнице са религиозним одгојем.

Друге земље могу показати друге врсте хришћана, посебно тамо гдје су хришћани прогањани и дискриминисани. У тим земљама хришћанство се исповиједа тајно док се у јавности примјењује традиција већинске религије. Такав начин испољавања хришћанства назива се криптохришћанство, а такви хришћани — криптохришћани.
Постоје људи који вјерују у Исуса али се опрједјељују различито. Месијски Јевреји сматрају да су секта јудаизма те да је Исус јеврејски Месија и да је божански спасилац. Они настоје да живе у послушности и складу са хебрејским светим списима укључујући Тору и Халаку.
Хришћани се разликују у мишљењу и убеђењима у вези са тумачењем одређених библијских одломака, али верују у исти основни принцип- да је Исус Христос Божији Син који је платио цену људског греха умревши на крсту и уставши из мртвих.
Јеврејска и хришћанска вера имају заједничко учење о понизности везано за Стари завет. У личности Мојсија, који је водио израелски народ из ропства у Египту у Обећану земљу, понизност је знак Божје снаге и намене, а не слабости. Библија каже: „Мојсије је био врло скроман човек, најскромнији човек на земљи.” Мојсије је подједнако слављен од стране јеврејских и хришћанских верника.

## У другим језицима
У другим европским језицима ријеч је слична као нпр. Chrétien на француском.
Пошто оприједјељење Христ са Исусом у јудаизму није прихваћено, у талмудском хебрејском хришћани се називају Назарени, јер је у Новом завјету записано да је Исус из града Назарета.
Међу Арапима (било да су хришћани, муслимани или припадници неке друге религије), као и другим језицима који су под утицајем арапског, (углавном у муслиманским културама под утицајем арапског као литургијског језика, језика ислама),
двије ријечи су најчешће употребљаване за хришћане: Назрани (نصراني), и Мазихи (مسيحي) што значи „сљедбеници Месије“.
Тамо гдје је разлика, израз Назрани се односи на људе хришћанске културе док Мазихи се односи на оне који вјерују у Исуса. У неким земљама Назрани је генерално у употреби за немуслимане бијеле људе. Друга арапска ријеч која се понекад употребљава за хришћане, посебно у политичком контексту, је Салиби; то се односи на крсташе и има негативно значење (конотацију).
Сматра се да је израз Назрани изведен од Назарет. У неким подручјима арапског свијета традиционално се сматра да је изведена из назр („побједа“), и значи „побједници“ у вези са раним успјесима хришћанске религије или почетну подршку етиопских хришћана Мухамеду за вријеме његоових раних сукоба у Арабији. Такође се понекад сматра да је израз Назрани изведен из ансар, што значи „ученик“ или „сљедбеник“. Сиријски Малабар Назрани су хришћанска етно-религиозна рупа из Керале (Индија).